# Араюури, Паулюс
Паулюс Араюури (фин. Paulus Arajuuri; 15 июня 1988, Хельсинки) — финский футболист, защитник. Выступал за сборную Финляндии.

## Клубная карьера
Дебютировал в Вейккауслиге в 2006 году в составе клуба «Хонка» в матче против «ХИКа». Закрепиться в основном составе не удалось, и поэтому Араюури перешёл в «Клуби-04», за который выступал один сезон. В 2008 году перешёл в «Мариеханп». Летом 2009 года ходили слухи о переезде Араюури в Швецию, в частности, в «Юргорден». 24 сентября 2009 года футболист подписал четырёхлетний контракт со шведским «Кальмаром». Свой первый гол за «Кальмар» забил 23 июня 2011 года в матче против «ГАИСа». В этом матче Араюури оформил дубль.

## Карьера в сборной
За молодёжную сборную Финляндии дебютировал 3 июня 2008 года в товарищеском матче против Польши. Участвовал в отборочном цикле Чемпионата Европы по футболу среди молодёжных команд 2011, за Финляндию играл регулярно.
18 января 2010 года дебютировал за основную сборную Финляндии в товарищеском матче со сборной Южной Кореи. Араюури вышел на замену на 84-й минуте.